# Sportfreunde Siegen 1963-1964
Questa voce raccoglie le informazioni riguardanti il Sportfreunde Siegen nelle competizioni ufficiali della stagione 1963-1964.

## Stagione
Nella stagione 1963-1964 il Siegen, allenato da Herbert Schäfer, concluse il campionato di Regionalliga ovest all'18º posto.

## Rosa
| N. |                     | Ruolo | Calciatore          |
| -- | ------------------- | ----- | ------------------- |
|    | Germania (bandiera) | P     | Alfred Groß         |
|    | Germania (bandiera) | P     | Horst Zimmer        |
|    | Germania (bandiera) | D     | Peter Blusch        |
|    | Germania (bandiera) | D     | Herbert Fischdick   |
|    | Germania (bandiera) | D     | Karl Hesener        |
|    | Germania (bandiera) | D     | Heinz Kirsch        |
|    | Germania (bandiera) | D     | Helmfried Wien      |
|    | Germania (bandiera) | C     | Theo Biervert       |
|    | Germania (bandiera) | C     | Hans-Jürgen Gaberle |
|    | Germania (bandiera) | C     | Paul Haase          |

| N. |                     | Ruolo | Calciatore         |
| -- | ------------------- | ----- | ------------------ |
|    | Germania (bandiera) | C     | Werner Kurth       |
|    | Germania (bandiera) | C     | Gerhard Neuser     |
|    | Germania (bandiera) | C     | Gerhard Reuter     |
|    | Germania (bandiera) | C     | Herbert Schäfer    |
|    | Germania (bandiera) | C     | Theo Schumacher    |
|    | Germania (bandiera) | A     | Paul-Gerhard Daub  |
|    | Germania (bandiera) | A     | Albert Kühn        |
|    | Germania (bandiera) | A     | Felix Pagojus      |
|    | Germania (bandiera) | A     | Karl-Heinz Stötzel |
|    | Germania (bandiera) | A     | Fritz Zimmermann   |

## Organigramma societario
Area tecnica
- Allenatore: Herbert Schäfer
- Allenatore in seconda:
- Preparatore dei portieri:
- Preparatori atletici:
- Analisi video:

## Calciomercato

### Sessione estiva
| Acquisti | Acquisti            | Acquisti        | Acquisti |
| R.       | Nome                | da              | Modalità |
| -------- | ------------------- | --------------- | -------- |
| C        | Hans-Jürgen Gaberle | VfL Klafeld     |          |
| C        | Theo Schumacher     | Sodingen        |          |
| D        | Helmfried Wien      | SF Troisdorf 05 |          |

| Cessioni | Cessioni | Cessioni | Cessioni |
| R.       | Nome     | a        | Modalità |
| -------- | -------- | -------- | -------- |

## Risultati

### Regionalliga

#### Girone di andata
| 4 agosto 1963 1ª giornata | Siegen | 1 – 1 | Herten |  |

| 11 agosto 1963 2ª giornata | TuS Duisburg 1848/99 | 4 – 1 | Siegen |  |

| 18 agosto 1963 3ª giornata | Siegen | 0 – 2 | Rot-Weiss Essen |  |

| 25 agosto 1963 4ª giornata | Duisburger SpV | 3 – 1 | Siegen |  |

| 1º settembre 1963 5ª giornata | Siegen | 5 – 1 | Westfalia Herne |  |

| 8 settembre 1963 6ª giornata | Bottrop | 0 – 0 | Siegen |  |

| 15 settembre 1963 7ª giornata | Bayer Leverkusen | 3 – 1 | Siegen |  |

| 22 settembre 1963 8ª giornata | Siegen | 3 – 3 | Arminia Bielefeld |  |

| 29 settembre 1963 9ª giornata | Wuppertal | 3 – 0 | Siegen |  |

| 6 ottobre 1963 10ª giornata | Siegen | 5 – 1 | VfB Marl Hüls |  |

| Arbitro: | Dettmann |

|                                                        |           |          |
| Siemensmeyer 10’ Feldkamp 27’ Barwenzik 65’ Schulz 85’ | Marcatori | 43’ Kühn |

| Siegen 15 dicembre 1963 12ª giornata                                                                                   | Siegen    | 3 – 5 referto                                               | STV Horst-Emscher | Leimbachstadion (3 000 spett.) |
| \| \| \| \| \| Neuser 42’ Kühn 48’, 59’ \| Marcatori \| 30’ Schmidt 43’, 53’ Hensen 70’ (aut.) Schumacher 75’ Bieda \| |           |                                                             |                   |                                |
| |           |                                                             |                   |                                |
| Neuser 42’ Kühn 48’, 59’                                                                                               | Marcatori | 30’ Schmidt 43’, 53’ Hensen 70’ (aut.) Schumacher 75’ Bieda |                   |                                |

| Arbitro: | Büskens |

|              |           |          |
| Hammacher 3’ | Marcatori | 50’ Kühn |

| Arbitro: | Weyland |

|                |           |  |
| Haase 60’, 70’ | Marcatori |  |

| Arbitro: | Radermacher |

|                        |           |             |
| Pöggeler 57’, 82’, 84’ | Marcatori | 37’ Stötzel |

| Arbitro: | Theile |

|                             |           |            |
| Kühn 23’ Fritsch 76’ (aut.) | Marcatori | 62’ Straus |

| Arbitro: | Hense |

|                                |           |                          |
| Schmidt 3’, 8’ Schult 23’, 86’ | Marcatori | 5’ Schumacher 59’ Neuser |

| Siegen 1º dicembre 1963 18ª giornata | Siegen     | 0 – 0 referto | Hamborn 07 | Leimbachstadion (6 000 spett.)\| Arbitro: \| Eschweiler \| |
| Arbitro:                             | Eschweiler |               |            |                                                            |

| Arbitro: | Klösters |

|                                |           |          |
| Liebich 12’, 39’ Kostotzky 25’ | Marcatori | 60’ Kühn |

#### Girone di ritorno
| Siegen 29 dicembre 1963 20ª giornata | Siegen      | 0 – 0 referto | TuS Duisburg 1848/99 | Leimbachstadion (4 000 spett.)\| Arbitro: \| Radermacher \| |
| Arbitro:                             | Radermacher |               |                      |                                                             |

| Arbitro: | Rudloff |

|          |           |            |
| Saul 73’ | Marcatori | 70’ Kirsch |

| Arbitro: | Dettmann |

|             |           |               |
| Gaberle 15’ | Marcatori | 29’, 84’ Poll |

| Arbitro: | Buschhorn |

|                                     |           |                           |
| Cieslarczyk 14’ Sondermann 27’, 80’ | Marcatori | 7’ Blusch 35’, 37’ Kirsch |

| Arbitro: | Schmidt |

|                                                    |           |                                     |
| Haase 21’ Kühn 24’, 57’, 85’ Kirsch 49’ Blusch 71’ | Marcatori | 28’ Baron 79’ Kaufmann 87’ Beckfeld |

| Arbitro: | Händelkes |

|                                    |           |                                                    |
| Kühn 23’ Neuser 26’ Schumacher 54’ | Marcatori | 13’ Heydenreich 34’ (aut.) Gaberle 40’, 68’ Peters |

| Arbitro: | Klösters |

|                                          |           |                    |
| Ruchel 24’, 35’ Dammann 47’ Kirchner 87’ | Marcatori | 4’, 84’ Schumacher |

| Arbitro: | Nohr |

|                |           |          |
| Feigenspan 84’ | Marcatori | 61’ Kühn |

| Arbitro: | Wieser |

|             |           |                                   |
| Stötzel 56’ | Marcatori | 13’ Tönges 43’ Augustat 90’ Sauer |

| Arbitro: | Hense |

|                                                      |           |                |
| Kinker 17’ Sell 42’ Pilkewitz 70’ Ratajczak 73’, 77’ | Marcatori | 76’ Schumacher |

| Arbitro: | Händelkes |

|              |           |            |
| Barciaga 42’ | Marcatori | 10’ Neuser |

| Arbitro: | Niemeyer |

|         |           |                       |
| Kühn 9’ | Marcatori | 66’ Füten 79’ Kobluhn |

| Arbitro: | Pescher |

|            |           |  |
| Breuer 16’ | Marcatori |  |

| Arbitro: | Brodüffel |

|                                 |           |                             |
| Reuter 12’, 24’ Neuser 50’, 73’ | Marcatori | 15’, 41’ Schmidt 63’ Kiefer |

| Arbitro: | Theile |

|           |           |                           |
| Wirth 31’ | Marcatori | 60’ Schumacher 74’ Neuser |

| Arbitro: | Hillebrand |

|                                          |           |  |
| Schumacher 33’ Kühn 37’, 38’ Stötzel 57’ | Marcatori |  |

| Arbitro: | Schmidt |

|                                                |           |                     |
| Meyer 48’, 50’, 63’, 75’ Straus 84’ Häfner 87’ | Marcatori | 76’ Kühn 86’ Neuser |

| Siegen 3 maggio 1964 37ª giornata                                                       | Siegen    | 5 – 2 referto       | Viktoria Colonia | Leimbachstadion (5 500 spett.) |
| \| \| \| \| \| Neuser 9’, 29’, 85’ Kühn 26’, 75’ \| Marcatori \| 6’ Hülß 64’ Schmidt \| |           |                     |                  |                                |
|                                                                                         |           |                     |                  |                                |
| Neuser 9’, 29’, 85’ Kühn 26’, 75’                                                       | Marcatori | 6’ Hülß 64’ Schmidt |                  |                                |

| Arbitro: | Nohr |

|           |           |          |
| Haase 74’ | Marcatori | 13’ Kohn |

## Statistiche

### Statistiche di squadra
| Competizione       | Punti | In casa | In casa | In casa | In casa | In casa | In casa | In trasferta | In trasferta | In trasferta | In trasferta | In trasferta | In trasferta | Totale | Totale | Totale | Totale | Totale | Totale | DR  |
| Competizione       | Punti | G       | V       | N       | P       | Gf      | Gs      | G            | V            | N            | P            | Gf           | Gs           | G      | V      | N      | P      | Gf     | Gs     | DR  |
| ------------------ | ----- | ------- | ------- | ------- | ------- | ------- | ------- | ------------ | ------------ | ------------ | ------------ | ------------ | ------------ | ------ | ------ | ------ | ------ | ------ | ------ | --- |
| Regionalliga ovest | 29    | 19      | 8       | 5       | 6       | 47      | 34      | 19           | 1            | 6            | 12           | 22           | 51           | 38     | 9      | 11     | 18     | 69     | 85     | -16 |
| Totale             | 29    | 19      | 8       | 5       | 6       | 47      | 34      | 19           | 1            | 6            | 12           | 22           | 51           | 38     | 9      | 11     | 18     | 69     | 85     | -16 |

### Andamento in campionato
| Giornata  | 1 | 2  | 3  | 4  | 5  | 6  | 7  | 8  | 9  | 10 | 11 | 12 | 13 | 14 | 15 | 16 | 17 | 18 | 19 | 20 | 21 | 22 | 23 | 24 | 25 | 26 | 27 | 28 | 29 | 30 | 31 | 32 | 33 | 34 | 35 | 36 | 37 | 38 |
| --------- | - | -- | -- | -- | -- | -- | -- | -- | -- | -- | -- | -- | -- | -- | -- | -- | -- | -- | -- | -- | -- | -- | -- | -- | -- | -- | -- | -- | -- | -- | -- | -- | -- | -- | -- | -- | -- | -- |
| Luogo     | C | T  | C  | T  | C  | T  | T  | C  | T  | C  | T  | C  | T  | C  | T  | C  | T  | C  | T  | C  | T  | C  | T  | C  | C  | T  | T  | C  | T  | T  | C  | T  | C  | T  | C  | T  | C  | C  |
| Risultato | N | P  | P  | P  | V  | N  | P  | N  | P  | V  | P  | P  | N  | V  | P  | V  | P  | N  | P  | N  | N  | P  | N  | V  | P  | P  | N  | P  | P  | N  | P  | P  | V  | V  | V  | P  | V  | N  |
| Posizione | 8 | 15 | 15 | 19 | 16 | 16 | 17 | 18 | 16 | 15 | 17 | 18 | 18 | 17 | 18 | 17 | 18 | 18 | 18 | 18 | 18 | 18 | 18 | 17 | 17 | 17 | 18 | 18 | 18 | 18 | 18 | 18 | 18 | 18 | 17 | 17 | 17 | 18 |

Legenda:

Luogo: C = Casa; T = Trasferta. Risultato: V = Vittoria; N = Pareggio; P = Sconfitta.

### Statistiche dei giocatori
| T. Biervert   | 1  | 0  | 0 | 0 |
| P. Blusch     | 19 | 2  | 0 | 0 |
| P. Daub       | 6  | 0  | 0 | 0 |
| H. Fischdick  | 27 | 0  | 0 | 0 |
| H. Gaberle    | 24 | 1  | 0 | 0 |
| A. Groß       | 21 | 0  | 0 | 0 |
| P. Haase      | 20 | 4  | 0 | 1 |
| K. Hesener    | 28 | 0  | 0 | 0 |
| H. Kirsch     | 10 | 4  | 0 | 0 |
| W. Kurth      | 2  | 0  | 0 | 0 |
| A. Kühn       | 28 | 17 | 0 | 0 |
| G. Neuser     | 25 | 11 | 0 | 0 |
| F. Pagojus    | 8  | 0  | 0 | 0 |
| G. Reuter     | 23 | 2  | 0 | 0 |
| T. Schumacher | 24 | 7  | 0 | 0 |
| H. Schäfer    | 0  | 0  | 0 | 0 |
| K. Stötzel    | 20 | 3  | 0 | 0 |
| H. Wien       | 12 | 0  | 0 | 0 |
| H. Zimmer     | 7  | 0  | 0 | 0 |
| F. Zimmermann | 3  | 0  | 0 | 0 |